# L'affaire se complique
Pour plus de détails, voir Fiche technique et Distribution.
L'affaire se complique (Hard to Handle) est un film américain réalisé par Mervyn LeRoy et sorti en 1933.
Cette comédie de mœurs de l'ère Pré-Code, dans laquelle James Cagney tient le rôle d'un petit escroc durant la Grande Dépression, a été tournée dans les studios de la Warner à Burbank.  

## Synopsis
Myron C. Merrill, dit Lefty, escroc à la petite semaine, a organisé un marathon de danse et est tombé amoureux de celle qui avec son partenaire va finalement l'emporter, Ruth Waters, coachée par sa mère Lil. Or au moment d'apporter la récompense, Lefty s'aperçoit que son associé a disparu avec la caisse. Il annonce alors que la remise du prix est différée pour raison de sécurité, provoquant la colère des gagnants mais également celle du public, qui est à deux doigts de le lyncher. 
Lil Waters entreprend de vendre, alors qu'ils ne lui appartiennent pas, les meubles du logement qu'elle loue. Son acheteur, qui commençait à les emporter, est détrompé par la logeuse, à qui Lil et sa fille doivent plusieurs loyers : tous deux prennent à partie Lefty, monté voir son amie. Quand surgit aussi le partenaire de Ruth au marathon, venu réclamer sa part, Lefty prend la fuite. Dans une autre ville, il persuade les organisateurs d'une fête foraine de monter une fausse chasse au trésor pour attirer le chaland : or la foule, déchaînée à l'idée de dénicher le prétendu pactole, saccage tout sur son passage, ruinant les deux comparses que Lefty laisse se débrouiller. 
Il retrouve la trace de Ruth, devenue modèle pour un jeune photographe en vogue qui la courtise et que sa mère voudrait qu'elle épouse : mais Ruth reste fidèle à Lefty. Celui-ci de son côté arrive à convaincre le patron d'une entreprise de cosmétiques, Charles G. Reeves, de vendre comme produit amincissant une de ses crèmes de beauté trop épaisse et qui ne pénètre pas : à grand renfort de publicité, l'opération fonctionne et Lefty s'enrichit considérablement. 
Ayant imaginé de vendre des parcelles fictives de terrains destinés à la culture des pamplemousses, il trouve un financement auprès de l'association des élèves d'une petite université dont il est fait lauréat. Éprise de lui, Marlene, la fille de Reeves, poursuit Lefty ses assiduités jusque dans son hôtel, où Ruth et sa mère, débarquant un matin à l'improviste, les aperçoivent en train de petit-déjeuner en robe de chambre. 
Cependant, la justice enquête sur l'affaire des terrains de pamplemousses et Reeves s'enfuit au Brésil. Lefty est emprisonné, puis libéré sous caution, songeant déjà à spéculer sur la cote des pamplemousses. Il finit par retrouver l'amour de Ruth et envisage la suite avec optimisme, Ruth, Lil et lui pouvant former un bon trio d'escrocs.

## Fiche technique
- Titre : L'affaire se complique
- Titre original : Hard to Handle
- Réalisation : Mervyn LeRoy
- Scénario : Robert Lord, Wilson Mizner
- Photographie : Barney McGill
- Musique : Cliff Hess, Harry Warren
- Société de production : Warner Bros.
- Genre	: Comédie de mœurs
- Durée : 78 min
- Date de sortie : 
  - États-Unis : 28 janvier 1933

## Distribution
- James Cagney : Myron C. "Lefty" Merrill
- Mary Brian : Ruth Waters, petite amie de Lefty
- Allen Jenkins : l'animateur radio du marathon de danse
- Ruth Donnelly : Lil Waters, la mère de Ruth
- Robert McWade : Charles G. Reeves, patron d'une entreprise de cosmétiques
- Claire Dodd : Marlene Reeves, sa fille
- Sterling Holloway : Andy Heaney
- Emma Dunn : Mme Hawks
- William H. Strauss : Abe Goldstein, l'acheteur de meubles

Acteurs non crédités
- Davison Clark : le deuxième agent fédéral
- Clay Clement : le premier agent fédéral
- Gavin Gordon : John Layden, le photographe
- Walter Walker : un représentant du collège de Bedford
- Charles C. Wilson : un geôlier

## À noter
- Le film a bénéficié d'une réédition en D.V.D en 2013 dans la collection Les trésors Warner, forbidden Hollywood, films inédits de l'ère pré-code
- Le film est répertorié dans certains ouvrages sous le titre L'Affaire se complique